# ام سالژاف
ام سالژاف (به آلمانی: Am Salzhaff) یک شهر در آلمان است که در مکلنبورگ-فورپومرن واقع شده‌است.

## خصوصیات
ام سالژاف ۱۵٫۴۵ کیلومترمربع مساحت دارد ۳۵ متر بالاتر از سطح دریا واقع شده‌است.